# Saison 2017 des Tigers de Détroit
La saison 2017 des Tigers de Détroit est la 117e saison en Ligue majeure de baseball pour cette franchise.
L'année 2017 marque le tournant vers une importante reconstruction des Tigers, qui entreprennent le démantèlement d'un club en déclin. En cours d'année, ils échangent leur vedette Justin Verlander, ainsi que J. D. Martinez, Justin Upton et, une fois la saison terminée, Ian Kinsler. 
Avec seulement 6 victoires à leurs 30 derniers matchs de l'année, les Tigers arrivent au fil d'arrivée avec la pire fiche de tout le baseball majeur, 64 victoires et 98 défaites, ce qui leur donne droit au tout premier choix du repêchage des joueurs amateurs de juin 2018. Pour Détroit, 2017 est une 2e saison perdante en 3 ans, une 2e en 3 ans terminée en dernière place de la division Centrale de la Ligue américaine après 4 titres de section consécutifs, une 3e année de suite sans jouer en séries éliminatoires, et la pire saison depuis 2003. 
Après 4 campagnes à la barre du club, Brad Ausmus tire sa révérence et Ron Gardenhire est engagé comme gérant des Tigers pour 2018.

## Contexte
Les Tigers sont éprouvés le 10 février 2017, quelques jours avant le début du camp d'entraînement printanier, par la mort de leur propriétaire de longue date, Mike Ilitch, qui s'éteint à l'âge de 87 ans. Son fils Christopher Ilitch lui succède.

## Saison régulière
La saison régulière de 162 matchs des Tigers débute le 3 avril 2017 une visite aux White Sox à Chicago, et se termine le 1er octobre suivant. Le premier match local de la saison au Comerica Park de Détroit est programmé pour le 7 avril, alors que les Red Sox de Boston.

### Classement
| Ligue américaine division Centrale | V   | D  | %    | Diff. | Diff. (séries) |
| ---------------------------------- | --- | -- | ---- | ----- | -------------- |
| Indians de Cleveland               | 102 | 60 | ,630 | -     | -              |
| Twins du Minnesota                 | 85  | 77 | ,525 | 17    | -              |
| Royals de Kansas City              | 80  | 82 | ,494 | 22    | 5              |
| White Sox de Chicago               | 67  | 95 | ,414 | 35    | 18             |
| Tigers de Détroit                  | 64  | 98 | ,395 | 38    | 21             |